# Frankovci
Frankovci este o localitate din comuna Ormož, Slovenia, cu o populație de 165 de locuitori.